# Rumex arcticus
Rumex arcticus är en slideväxtart som beskrevs av Ernst Rudolf von Trautvetter. Rumex arcticus ingår i släktet skräppor, och familjen slideväxter. Inga underarter finns listade i Catalogue of Life.